# سمان جبل الثلج
سمان جبل الثلج (الاسم العلمي: Anurophasis monorthonyx)، طائر من فصيلة التدرجية. وهو طائر بني اللون يطول 28 سم تقريبًا (11 بوصة). يوجد في الأراضي العشبية في مناطق المناخ الألبي. هو العضو الوحيد في جنس Anurophasis.
أعطانه في إندونيسيا وغينيا الجديدة.